# ファイエット郡 (イリノイ州)
ファイエット郡（Fayette County）は、アメリカ合衆国イリノイ州にある郡。人口は2万1802人（2000年）である。郡庁所在地はヴァンダリアである。

## 地理

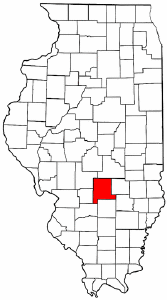
イリノイ州内の位置

アメリカ合衆国統計局によると、この郡は総面積1,879 km2 (725 mi2) である。このうち1,856 km2 (716 mi2) が陸地で23 km2 (9 mi2) が水域である。総面積の1.22%が水域となっている。

### 隣接する郡
- シェルビー郡（北東）
- エフィンガム郡（東）
- クレイ郡（南東）
- マリオン郡（南）
- クリントン郡（南西）
- ボンド郡（西）
- モンゴメリー郡（北西）

## 歴史
ファイエット郡は、1821年にボンド郡・クラーク郡・クロウフォード郡から分離独立した。
郡の名前は、アメリカ独立戦争の際に活躍したフランスの軍人、マリー＝ジョゼフ・ド・ラ・ファイエットに因んでいる。

## 人口動勢
以下は2000年国勢調査における人口統計データである。
| 基礎データ - 人口: 21,802人 - 世帯数: 8,146世帯 - 家族数: 5,653家族 - 人口密度: 12.0人/km²（30.0人/mi²） - 住居数: 9,053軒 - 住居密度: 5.0軒/km²（13.0軒/mi²） 人種別人口構成 - 白人: 94.02% - アフリカン・アメリカン: 4.88% - ネイティブ・アメリカン: 0.12% - アジア人: 0.17% - 太平洋諸島系: 0.02% - その他の人種: 0.25% - 混血: 0.54% - ヒスパニック・ラテン系: 0.80% 世帯と家族（対世帯数） - 18歳未満の子供がいる: 31.90% - 結婚・同居している夫婦: 56.60% - 未婚・離婚・死別女性が世帯主: 8.50% - 非家族世帯: 30.60% - 単身世帯: 27.20% - 65歳以上の老人1人暮らし: 13.60% - 平均構成人数 - 世帯: 2.46人 - 家族: 2.98人 | 年齢別人口構成 - 18歳未満: 23.80% - 18-24歳: 9.00% - 25-44歳: 29.30% - 45-64歳: 21.90% - 65歳以上: 15.90% - 年齢の中央値: 38歳 - 性比（女性100人あたり男性の人口） - 総人口: 108.60 - 18歳以上: 111.50 収入と家計 - 収入の中央値 - 世帯: 31,873米ドル - 家族: 39,044米ドル - 性別 - 男性: 29,478米ドル - 女性: 20,254米ドル - 人口1人あたり収入: 15,357米ドル - 貧困線以下 - 対人口: 12.20% - 対家族数: 8.40% - 18歳未満: 15.60% - 65歳以上: 11.90% |

## 都市及び町
- ヴァンダリア（郡庁所在地）
- Bingham
- Brownstown
- Farina
- Pittsburg
- Ramsey
- St. Elmo
- St. Peter